# Waleran IV. od Limburga
Waleran IV. (? - 1279.) bio je vojvoda Limburga, sin (i nasljednik) Henrika IV. te unuk Walerana III., a majka mu je bila plemkinja Irmgard od Berga.
Oženio je prvo plemkinju Jutu od Klevea. Imali su samo jedno dijete, Ermengardu, ali su se rastali.
Waleranova je druga žena bila plemkinja Kunigunda. Nisu imali djece. 